# Pyro (scheikunde)
Pyro is een voorvoegsel dat in de scheikunde wordt gebruikt om stoffen te benoemen die een dubbele fosfaatgroep hebben, gevormd door verhitting waarbij water verdwijnt. 
Voorbeelden hiervan zijn:
- pyrodruivenzuur = 2-oxopropaanzuur
- druivenzuur = 2,3-dihydroxybutaandizuur